# リバーフロント整備センター
公益財団法人リバーフロント研究所（こうえきざいだんほうじんリバーフロントけんきゅうしょ、Foundation for Riverfront Improvement or Restoration）は、水や水辺に関する様々な課題について未解明、未開発な技術を先端的、総合的に研究・開発する公益財団法人。元国土交通省河川局所管。

## 概要
- 所在：東京都中央区新川1丁目17番24号新川中央ビル　7階　（旧ロフテー中央ビル）
- 理事長：竹村公太郎（元・国土交通省河川局長）

## 事業
河川整備、高規格堤防整備、河川・湖沼の水質改善、水辺の空間創造、多自然型河川の調査研究・技術開発

## 組織
- 総務部
- 企画部
- 技術普及部

### リバーフロント研究所
- 研究第一部
- 研究第二部
- 研究第三部
- 研究第四部
  - 水辺環境GISセンター
- 岐阜分室

## 関連事項
- 川
- 堤防
- 水辺
- 魚道
- 環境